# Hockey op de Olympische Zomerspelen 2012 – Vrouwen
Het hockeytoernooi voor vrouwen tijdens de Olympische Zomerspelen 2012 in Londen begon op 29 juli en eindigde op 10 augustus.
De twaalf deelnemende teams waren verdeeld over twee groepen van zes, waarin een halve competitie werd gespeeld. Aan het einde van de groepsfase gingen de nummers één en twee van elke groep door naar de halve finales. De andere ploegen speelden classificatiewedstrijden om hun definitieve klassering te bepalen. De winnaars van de halve finales gingen door naar de finales, de verliezers van de halve finales speelden een wedstrijd om de bronzen medaille.

## Kwalificatie
| Toernooi                                   | Datum               | Locatie         | Plaatsen | Gekwalificeerd           |
| ------------------------------------------ | ------------------- | --------------- | -------- | ------------------------ |
| Gastland                                   |                     |                 | 1        | Groot-Brittannië         |
| Aziatische Spelen 2010                     | 15-25 november 2010 | Guangzhou       | 2        | China Zuid-Korea         |
| Europees kampioenschap hockey vrouwen 2011 | 20-28 augustus 2011 | Mönchengladbach | 2        | Duitsland Nederland      |
| Pan-Amerikaanse Spelen 2011                | 14-30 oktober 2011  | Guadalajara     | 1        | Verenigde Staten         |
| Afrikaans kwalificatietoernooi             | 2-11 september 2011 | Bulawayo        | 1        | Zuid-Afrika Argentinië** |
| Oceania Cup 2011                           | 5-9 oktober 2011    | Hobart          | 2        | Australië Nieuw-Zeeland  |
| Olympisch kwalificatietoernooi I           | 15-26 februari 2012 | New Delhi       | 1        | Zuid-Afrika              |
| Olympisch kwalificatietoernooi II          | 14-25 maart 2012    | Kontich         | 1        | België                   |
| Olympisch kwalificatietoernooi III         | 25 april-5 mei 2012 | Kakamigahara    | 1        | Japan                    |
| Totaal                                     |                     |                 | 12       |                          |

** Zuid-Afrika gaf zijn plaats op omdat het nationale olympisch comité het niveau van het Afrikaans kwalificatietoernooi te laag vond. Volgens de regels van de FIH ging de vrijgekomen plaats naar het land dat op dat moment het hoogste staat op de wereldranglijst en nog niet is geplaatst. In dit geval was dit Argentinië. Zuid-Afrika plaatste zich vervolgens via het eerste kwalificatietoernooi alsnog.

## Groepsfase

### Groep A
| Nr. | Land             | Wedstrijden | Wedstrijden | Wedstrijden | Wedstrijden | Doelpunten | Doelpunten | Doelpunten | Punten |
| Nr. | Land             | G           | W           | G           | V           | V          | T          | Saldo      | Punten |
| --- | ---------------- | ----------- | ----------- | ----------- | ----------- | ---------- | ---------- | ---------- | ------ |
| 1   | Nederland        | 5           | 5           | 0           | 0           | 12         | 5          | +7         | 15     |
| 2   | Groot-Brittannië | 5           | 3           | 0           | 2           | 13         | 8          | +5         | 9      |
| 3   | China            | 5           | 2           | 1           | 2           | 6          | 3          | +3         | 7      |
| 4   | Zuid-Korea       | 5           | 2           | 0           | 3           | 9          | 13         | –4         | 6      |
| 5   | Japan            | 5           | 1           | 1           | 3           | 4          | 9          | –5         | 4      |
| 6   | België           | 5           | 0           | 2           | 3           | 2          | 10         | –8         | 2      |

#### Uitslagen (Groep A)
alle tijden zijn West-Europese Zomertijd (UTC +1:00)
| 29 juli 2012 10:45                 |         |        |                       |
| Nederland                          | 3 – 0   | België | Olympic Hockey Centre |
| Lammers 33', 42' Van Maasakker 60' | Verslag |        | Olympic Hockey Centre |

| 29 juli 2012 13:45                              |         |            |                       |
| China                                           | 4 – 0   | Zuid-Korea | Olympic Hockey Centre |
| Ma Yibo 26', 67' Zhao Yudiao 51' Li Hongxia 54' | Verslag |            | Olympic Hockey Centre |

| 29 juli 2012 19:00                   |         |       |                       |
| Groot-Brittannië                     | 4 – 0   | Japan | Olympic Hockey Centre |
| Danson 7', 28' Thomas 23' Walton 26' | Verslag |       | Olympic Hockey Centre |

| 31 juli 2012 08:30       |         |                             |                       |
| Nederland                | 3 – 2   | Japan                       | Olympic Hockey Centre |
| Lammers 4', 43' Hoog 30' | Verslag | Komazawa 46' Mitsuhashi 53' | Olympic Hockey Centre |

| 31 juli 2012 13:45 |         |       |                       |
| België             | 0 – 0   | China | Olympic Hockey Centre |
|                    | Verslag |       | Olympic Hockey Centre |

| 31 juli 2012 16:00                                  |         |                                                    |                       |
| Groot-Brittannië                                    | 5 – 3   | Zuid-Korea                                         | Olympic Hockey Centre |
| White 6' Cullen 25' Danson 38' Twigg 61' Rogers 62' | Verslag | Kim Da-Rae 18' Han Hye-Lyoung 52' Park Mih-Yun 57' | Olympic Hockey Centre |

| 2 augustus 2012 08:30 |         |       |                       |
| Zuid-Korea            | 1 – 0   | Japan | Olympic Hockey Centre |
| Cheon Seul-Ki 42'     | Verslag |       | Olympic Hockey Centre |

| 2 augustus 2012 13:45 |         |             |                       |
| China                 | 0 – 1   | Nederland   | Olympic Hockey Centre |
|                       | Verslag | Goderie 10' | Olympic Hockey Centre |

| 2 augustus 2012 19:00 |         |                                  |                       |
| België                | 0 – 3   | Groot-Brittannië                 | Olympic Hockey Centre |
|                       | Verslag | Ball 32' Bartlett 39' Cullen 68' | Olympic Hockey Centre |

| 4 augustus 2012 10:45                         |         |                       |                       |
| Nederland                                     | 3 – 2   | Zuid-Korea            | Olympic Hockey Centre |
| Welten 10' Hoog 14' Dirkse van den Heuvel 36' | Verslag | Cheon Seul-Ki 5', 65' | Olympic Hockey Centre |

| 4 augustus 2012 13:45 |         |          |                       |
| Japan                 | 1 – 1   | België   | Olympic Hockey Centre |
| Yamamoto 58'          | Verslag | Boon 34' | Olympic Hockey Centre |

| 4 augustus 2012 16:00          |         |                  |                       |
| China                          | 2 – 1   | Groot-Brittannië | Olympic Hockey Centre |
| Fu Baorong 41' Zhao Yudiao 47' | Verslag | Cullen 69'       | Olympic Hockey Centre |

| 6 augustus 2012 13:45 |         |       |                       |
| Japan                 | 1 – 0   | China | Olympic Hockey Centre |
| Komazawa 54'          | Verslag |       | Olympic Hockey Centre |

| 6 augustus 2012 16:00                |         |            |                       |
| Zuid-Korea                           | 3 – 1   | België     | Olympic Hockey Centre |
| Kim Jong-Eun 8', 70' Lee Seon-Ok 24' | Verslag | Coppey 37' | Olympic Hockey Centre |

| 6 augustus 2012 19:00 |         |                         |                       |
| Groot-Brittannië      | 1 – 2   | Nederland               | Olympic Hockey Centre |
| Cullen 29'            | Verslag | Van As 43' Van Male 52' | Olympic Hockey Centre |

### Groep B
| Nr. | Land             | Wedstrijden | Wedstrijden | Wedstrijden | Wedstrijden | Doelpunten | Doelpunten | Doelpunten | Punten |
| Nr. | Land             | G           | W           | G           | V           | V          | T          | Saldo      | Punten |
| --- | ---------------- | ----------- | ----------- | ----------- | ----------- | ---------- | ---------- | ---------- | ------ |
| 1   | Argentinië       | 5           | 3           | 1           | 1           | 12         | 4          | +8         | 10     |
| 2   | Nieuw-Zeeland    | 5           | 3           | 1           | 1           | 9          | 5          | +4         | 10     |
| 3   | Australië        | 5           | 3           | 1           | 1           | 5          | 2          | +3         | 10     |
| 4   | Duitsland        | 5           | 2           | 1           | 2           | 6          | 7          | –1         | 7      |
| 5   | Zuid-Afrika      | 5           | 1           | 0           | 4           | 9          | 14         | –5         | 3      |
| 6   | Verenigde Staten | 5           | 1           | 0           | 4           | 3          | 12         | –9         | 3      |

#### Uitslagen (Groep B)
alle tijden zijn West-Europese Zomertijd (UTC +1:00)
| 29 juli 2012 08:30 |         |           |                       |
| Nieuw-Zeeland      | 1 – 0   | Australië | Olympic Hockey Centre |
| Finlayson 3'       | Verslag |           | Olympic Hockey Centre |

| 29 juli 2012 16:00                                                               |         |                 |                       |
| Argentinië                                                                       | 7 – 1   | Zuid-Afrika     | Olympic Hockey Centre |
| Aymar 8' 29' J. Sruoga 20' Cavallero 25' Rebecchi 31' Barrionuevo 62' D'Elia 68' | Verslag | Chamberlain 23' | Olympic Hockey Centre |

| 29 juli 2012 21:15 |         |                  |                       |
| Duitsland          | 2 – 1   | Verenigde Staten | Olympic Hockey Centre |
| Rinne 8' Hahn 21'  | Verslag | Crandall 56'     | Olympic Hockey Centre |

| 31 juli 2012 10:45 |         |                                            |                       |
| Zuid-Afrika        | 1 – 4   | Nieuw-Zeeland                              | Olympic Hockey Centre |
| Coetzee 52'        | Verslag | C. Harrison 2' Eshuis 22' Sharland 29' 61' | Olympic Hockey Centre |

| 31 juli 2012 19:00 |         |                  |                       |
| Argentinië         | 0 – 1   | Verenigde Staten | Olympic Hockey Centre |
|                    | Verslag | Taylor 28'       | Olympic Hockey Centre |

| 31 juli 2012 21:15 |         |                                  |                       |
| Duitsland          | 1 – 3   | Australië                        | Olympic Hockey Centre |
| Otte 9'            | Verslag | Munro 20' Flanagan 46' Boyce 53' | Olympic Hockey Centre |

| 2 augustus 2012 10:45 |         |                  |                       |
| Australië             | 1 - 0   | Verenigde Staten | Olympic Hockey Centre |
| Flanagan 33'          | Verslag |                  | Olympic Hockey Centre |

| 2 augustus 2012 16:00 |         |                      |                       |
| Zuid-Afrika           | 0 – 2   | Duitsland            | Olympic Hockey Centre |
|                       | Verslag | Mavers 25' Rinne 44' | Olympic Hockey Centre |

| 2 augustus 2012 21:15 |         |                 |                       |
| Nieuw-Zeeland         | 1 – 2   | Argentinië      | Olympic Hockey Centre |
| C. Harrison 62'       | Verslag | Rebecchi 3' 45' | Olympic Hockey Centre |

| 4 augustus 2012 08:30 |         |             |                       |
| Australië             | 1 – 0   | Zuid-Afrika | Olympic Hockey Centre |
| Close 8'              | Verslag |             | Olympic Hockey Centre |

| 4 augustus 2012 19:00     |         |                                  |                       |
| Verenigde Staten          | 2 – 3   | Nieuw-Zeeland                    | Olympic Hockey Centre |
| O'Donnell 16' Laubach 34' | Verslag | Sharland 3' Flynn 19' Eshuis 64' | Olympic Hockey Centre |

| 4 augustus 2012 21:15 |         |                                          |                       |
| Duitsland             | 1 – 3   | Argentinië                               | Olympic Hockey Centre |
| Hasselmann 67'        | Verslag | Maccari 13' Aymar 28' Sánchez Moccia 67' | Olympic Hockey Centre |

| 6 augustus 2012 08:30 |         |           |                       |
| Nieuw-Zeeland         | 0 – 0   | Duitsland | Olympic Hockey Centre |
|                       | Verslag |           | Olympic Hockey Centre |

| 6 augustus 2012 10:45 |         |                                                                      |                       |
| Verenigde Staten      | 0 – 7   | Zuid-Afrika                                                          | Olympic Hockey Centre |
|                       | Verslag | Bright 14' 44' George 20' Wilson 25' Coetzee 33' 62' Chamberlain 54' | Olympic Hockey Centre |

| 6 augustus 2012 21:15 |         |           |                       |
| Argentinië            | 0 – 0   | Australië | Olympic Hockey Centre |
|                       | Verslag |           | Olympic Hockey Centre |

## Play-offs

### Wedstrijd om 11e plaats
alle tijden zijn West-Europese Zomertijd (UTC +1:00)
| 10 augustus 2012 08:30  |        |                  |                       |
| België                  | 2 – 1  | Verenigde Staten | Olympic Hockey Centre |
| Gerniers 20' Valcke 52' | Report | Selenski 6'      | Olympic Hockey Centre |

### Wedstrijd om 9e plaats
alle tijden zijn West-Europese Zomertijd (UTC +1:00)
| 8 augustus 2012 08:30 |              |              |                       |
| Japan                 | 2 – 1 (n.v.) | Zuid-Afrika  | Olympic Hockey Centre |
| Murakami 63', 80'     | Report       | Deetlefs 27' | Olympic Hockey Centre |

### Wedstrijd om zevende plaats
alle tijden zijn West-Europese Zomertijd (UTC +1:00)
| 8 augustus 2012 11:30 |        |                                   |                       |
| Zuid-Korea            | 1 – 4  | Duitsland                         | Olympic Hockey Centre |
| Cheon Seul-Ki 8'      | Report | Hahn 6', 16' Rinne 55' Mavers 70' | Olympic Hockey Centre |

### Wedstrijd om 5e plaats
alle tijden zijn West-Europese Zomertijd (UTC +1:00)
| 10 augustus 2012 11:30 |        |                      |                       |
| China                  | 0 – 2  | Australië            | Olympic Hockey Centre |
|                        | Report | Schulz 41' Close 60' | Olympic Hockey Centre |

## Knock-outfase
|  | Halve finale     | Halve finale     |   |                   | Finale            | Finale |
|  |                  |                  |   |                   |                   |        |
|  | 8 augustus 15:30 |                  |   |                   |                   |        |
|  | Nederland        | 2 (3)*           |   |                   |                   |        |
|  | Nieuw-Zeeland    | 2 (1)            |   |                   |                   |        |
|  |                  |                  |   |                   |                   |        |
|  |                  |                  |   |                   | 10 augustus 20:00 |        |
|  |                  |                  |   |                   | Nederland         | 2      |
|  |                  | Argentinië       | 0 |                   |                   |        |
|  |                  |                  |   |                   |                   |        |
|  |                  |                  |   |                   | Derde plaats      |        |
|  | 8 augustus 20:00 | 8 augustus 20:00 |   | 10 augustus 15:30 | 10 augustus 15:30 |        |
|  | Argentinië       | 2                |   | Nieuw-Zeeland     | 1                 |        |
|  | Groot-Brittannië | 1                |   |                   | Groot-Brittannië  | 3      |

*Na shoot-outserie

### Halve finale
alle tijden zijn West-Europese Zomertijd (UTC +1:00)
| 8 augustus 2012 15:30                  |              |                               |                       |
| Nederland                              | 2 – 2 (n.v.) | Nieuw-Zeeland                 | Olympic Hockey Centre |
| Paumen 32', 53'                        | Report       | Sharland 7' Forgesson 49'     | Olympic Hockey Centre |
| Shoot-out                              |              |                               | Olympic Hockey Centre |
| Van As Paumen De Goede Van Geffen Hoog | 3 – 1        | Sharland Michelsen Flynn Punt | Olympic Hockey Centre |

| 8 augustus 2012 20:00       |        |                  |                       |
| Argentinië                  | 2 – 1  | Groot-Brittannië | Olympic Hockey Centre |
| Barrionuevo 6' Rebecchi 31' | Report | Danson 65'       | Olympic Hockey Centre |

### Troostfinale
alle tijden zijn West-Europese Zomertijd (UTC +1:00)
| 10 augustus 2012 15:30 |        |                                  |                       |
| Nieuw-Zeeland          | 1 – 3  | Groot-Brittannië                 | Olympic Hockey Centre |
| Michelsen 68'          | Report | Danson 45' Cullen 59' Thomas 63' | Olympic Hockey Centre |

### Finale
alle tijden zijn West-Europese Zomertijd (UTC +1:00)
| 10 augustus 2012 20:00               |        |            |                       |
| Nederland                            | 2 – 0  | Argentinië | Olympic Hockey Centre |
| Dirkse van den Heuvel 45' Paumen 54' | Report |            | Olympic Hockey Centre |

## In Beeld

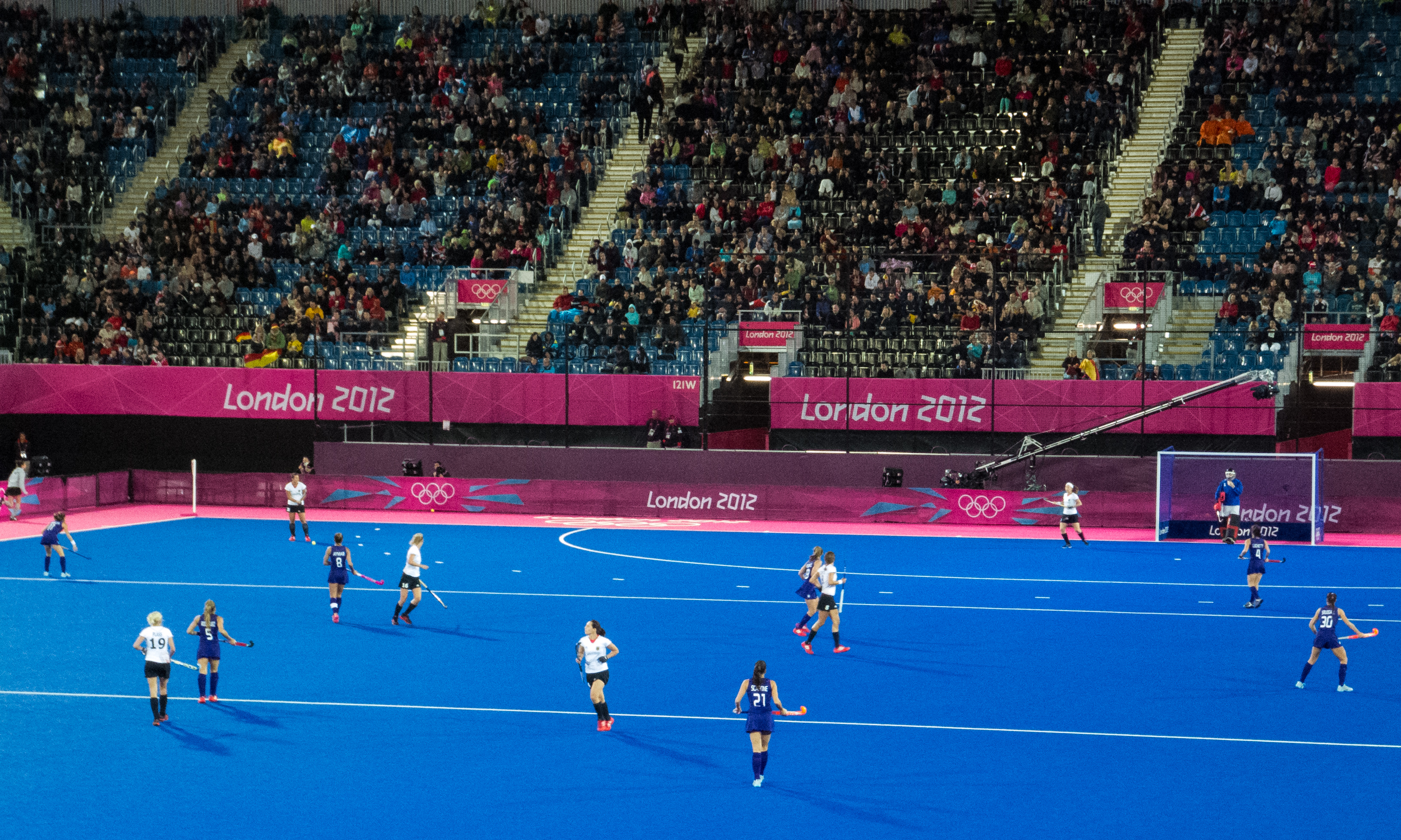
DUI-ARG (Groep B)
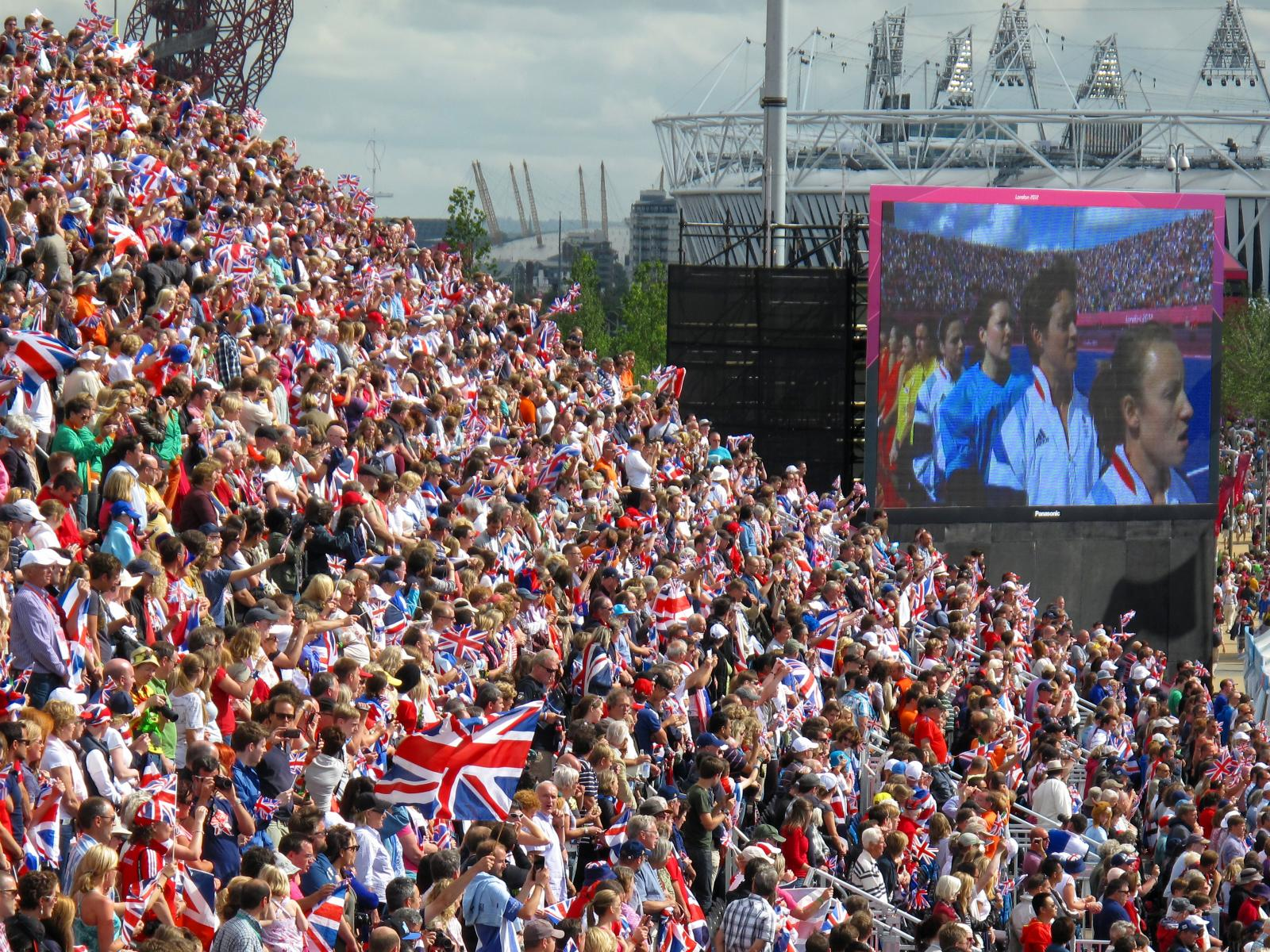
GRB-CHN (Groep A)
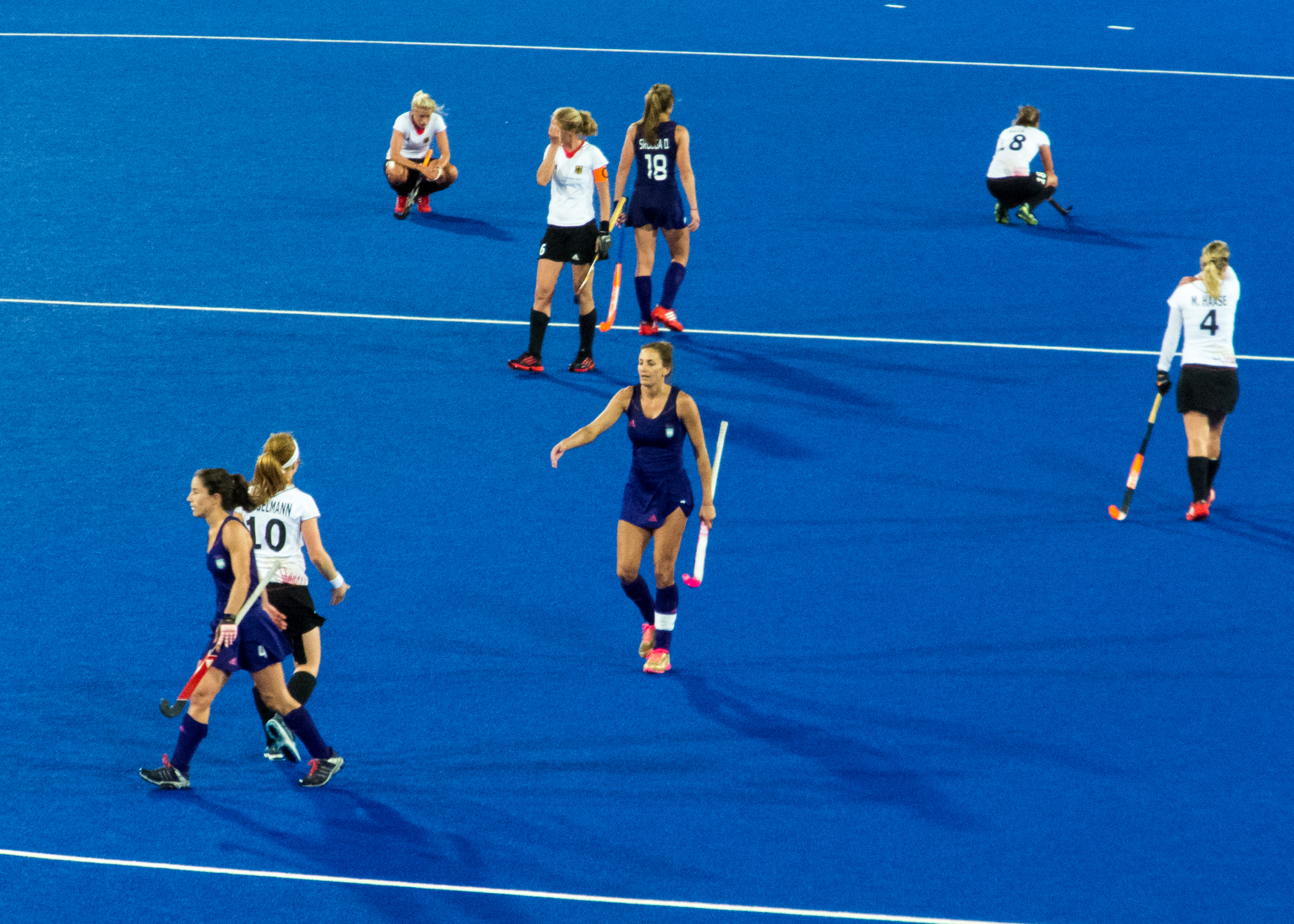
DUI-ARG (Groep B)
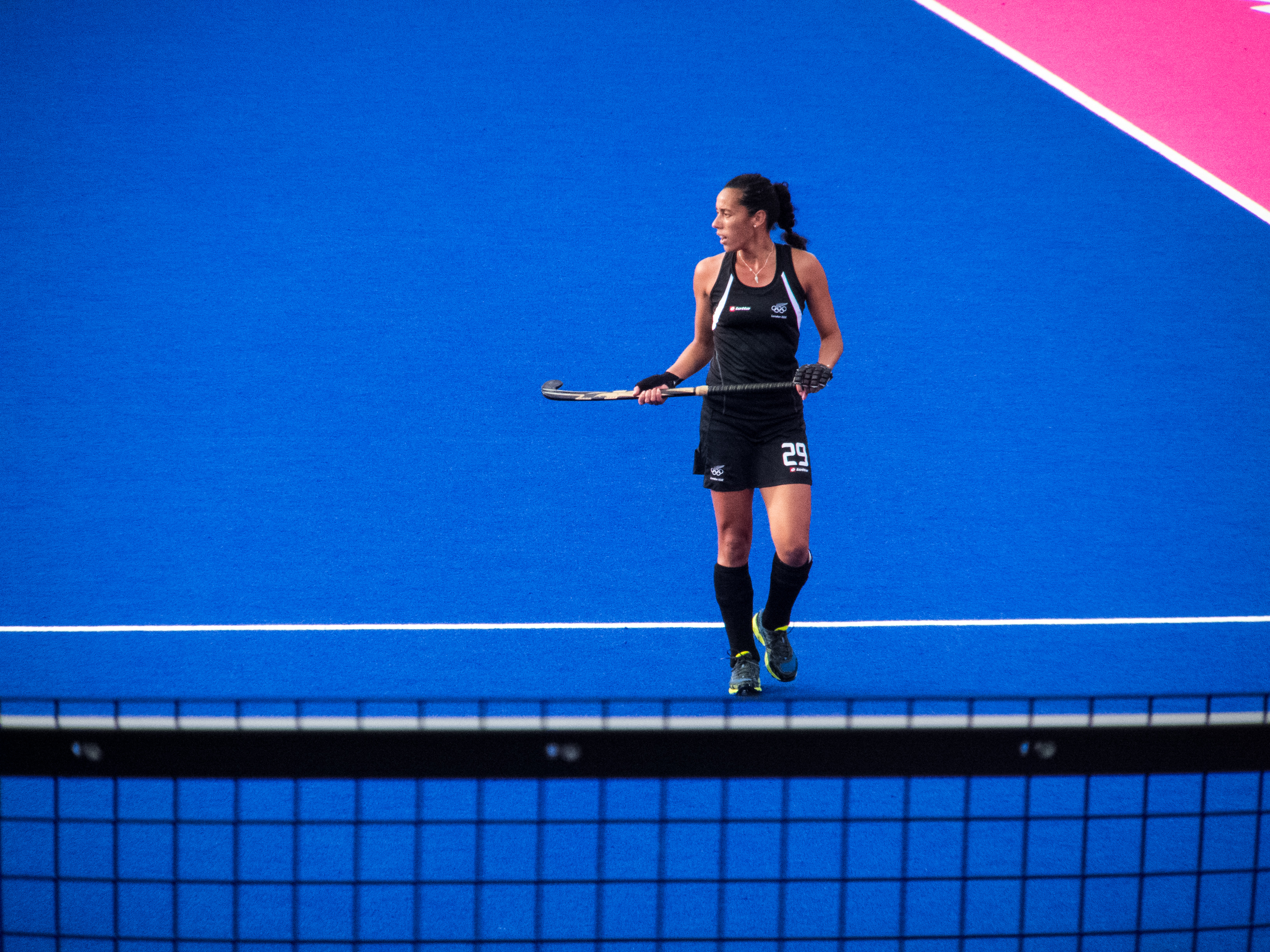
Melody Cooper (Nieuw-Zeeland)
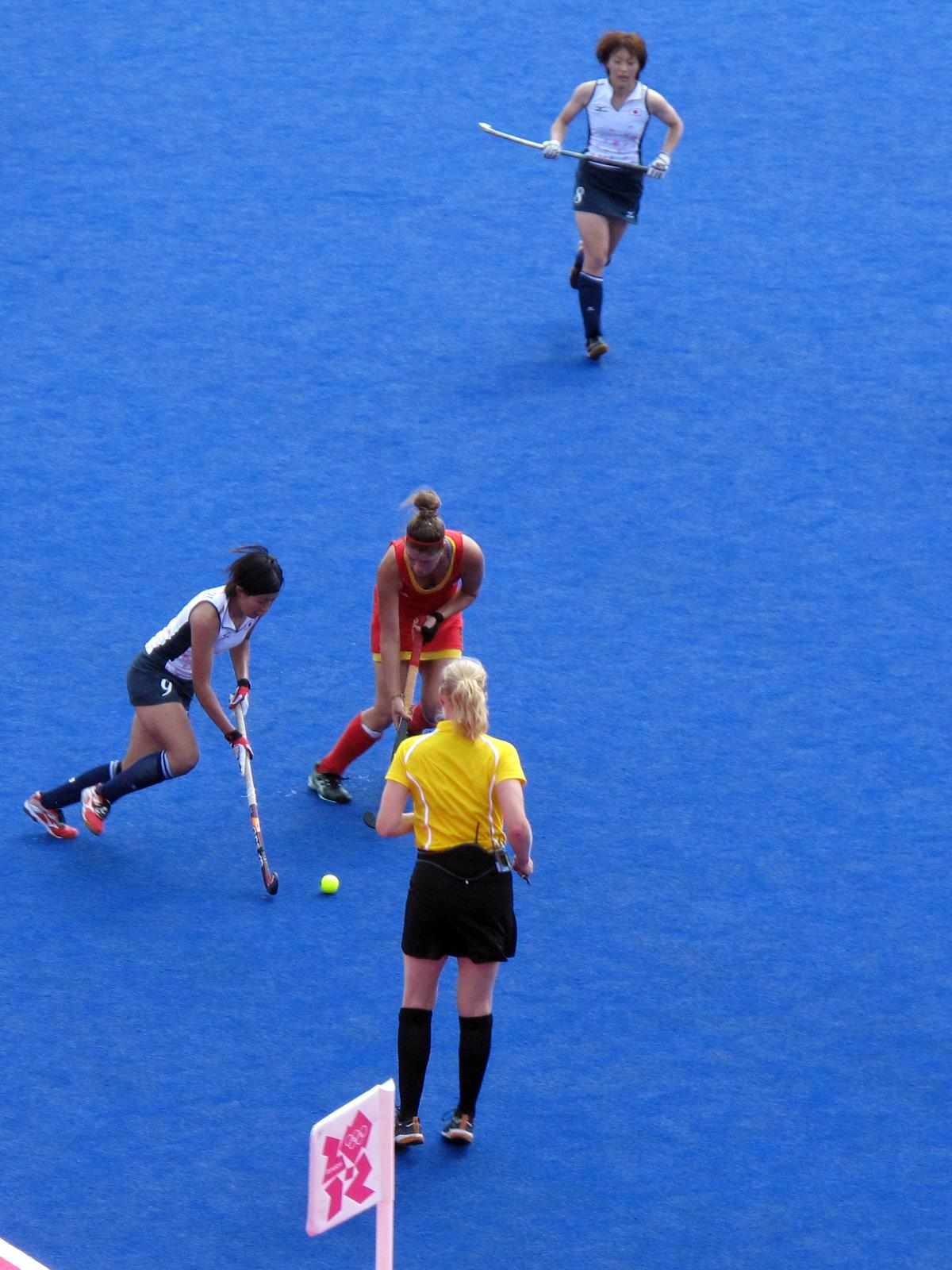
JPN-BEL (Groep A)